# Friedrich von Hausen
Friedrich von Hausen (tiếng Đức Trung Trung Cổ: Friderich von Hûsen (1150 đến 1160 - 6 tháng 5 năm 1190) là một nhà thơ người Đức. Ông là một trong những Minnesänger sớm nhất.
Tên của ông đã được nhắc đến một cách thường xuyên trong các văn bản hợp pháp, văn bản đầu tiên là đến từ Mainz được viết vào năm 1171 bởi Christian I. Hausen sinh ra ở vùng đất giữa sông Rhein. Điều đó có thể nhận ra trong ngôn ngữ mà ông sử dụng và đặc biệt là trong các giai điệu của ông. Nhưng ông sinh ra ở thị trấn nào thì không được xác định. Vào năm 1175, ông ở Ý. Năm 1186, ông làm việc cho Heinrich VI của Đế quốc La Mã Thần thánh. Vào năm tiếp theo, ông lại phục vụ cho Friedrich I của Barbarossa tại Mouzon và Philip Augustus tại Yvois. Đến năm 1188, Hausen ở Worms trong công ty của Baldwin V, Bá tước Hainaut. Ông đi theo hoàng đế Friedrich, người mà ông dành một sự kính trọng lớn, trong cuộc thập tự chinh vào năm 1189. Hausen cũng là người chứng kiến cái chết của hoàng đế trong cuộc thập tự chinh đó, cụ thể la trong trận Philomelium. Vị hoàng đế đã ngã cùng với con ngựa của mình khi đang truy đuổi kẻ địch. Được biết toàn quân đã thể hiện sự tiếc thương cho sự hy sinh của vị hoàng đế.
Hausen là một trong những Minnesänger sớm nhất, những người được biết đến là bắt chước theo phong cách Pháp. Điều đó trở nên quen thuộc với Hausen khi ông đến Bourgogne và Provence. Cùng với Heinrich von Veldeke, Hausen giới thiệu yếu tố Romance trong các minnesong của mình. Ảnh hưởng Provençal là đặc biệt hiển nhiên trong giai điệu dactyl trong các đoạn thơ của ông. Điều đó là kết quả của việc chấp nhận vào phong cách Đức dòng 10 âm tiết của Romance với 4 hay 5 trọng tâm. Các giai điệu của ông thỉnh thoảng không hoàn hảo và những bài hát của ông có chứa hơn một đoạn thơ. Thơ của Hausen giả tạo trong hình thức và thỉnh thoảng khó hiểu về tinh thần. Ông ấy thích đùa giỡn chỉ với một từ. Giống như hầu hết các troubadour và Minnesänger, ông hát chủ yếu về tình yêu có vấn đề. Ông ảnh hưởng trực tiếp đến Bernger von Horheim.